# 藤原三藤
藤原 三藤（ふじわら の みふじ/みつふじ/ただふじ）は、平安時代初期から前期にかけての貴族。藤原南家、中納言・藤原貞嗣の子。官位は従五位上・下野守。

## 経歴
蔵人を経て、承和11年（844年）正六位上から従五位下に叙爵。
文徳朝では次侍従・諸陵頭を歴任し、仁寿3年（853年）陰陽頭に任ぜられる。のち、陰陽頭を務める一方で紀伊介・土佐権守と地方官を兼ね、天安元年（857年）には従五位上に叙されている。
清和朝に入ると、貞観2年（860年）に陰陽頭から下野守として地方官に転じるが、その後の消息は不明。また、任官時期は明らかでないが、伊予守・伊勢守も歴任したという。

## 官歴
註釈のないものは『六国史』の記載に従う。
- 時期不詳：正六位上、蔵人[1]。
- 承和11年（844年） 正月7日：従五位下
- 嘉祥4年（851年） 4月1日：次侍従
- 仁寿2年（852年） 閏8月23日：諸陵頭
- 仁寿3年（853年） 7月21日：陰陽頭
- 斉衡元年（854年） 11月2日：兼紀伊介
- 斉衡3年（856年） 3月11日：兼土佐権守
- 天安元年（857年） 6月1日：従五位上
- 貞観2年（860年） 11月27日：下野守
- 時期不詳：伊予守[1]、伊勢守[1]

## 系譜
- 父：藤原貞嗣
- 母：紀沙弥の娘
- 妻：藤原道継の娘
  - 男子：藤原近臣（?-880）
- 生母不詳の子女
  - 女子：藤原常行室